# Kepler-283b
Kepler-283b es uno de los cinco planetas extrasolares que orbitan la estrella Kepler-283. Fue descubierta por el método de tránsito astronómico en el año 2014.